# Fryderyk Buchholtz
Fryderyk Buchholtz (Olsztynek, 16 maggio 1792 – Varsavia, 15 maggio 1837) è stato un artigiano polacco, costruttore di pianoforti e di organi.

## Biografia
Dopo aver finito gli studi riguardanti la costruzione dei pianoforti, a Vienna, si trasferì a Varsavia e nel 1815 fondò una fabbrica di pianoforti in via Mazowiecka 1352. Un ospite frequente del suo salone di casa e del suo negozio era Fryderyk Chopin, che ebbe in dono dai genitori un pianoforte Buchholtz. Si diceva che ogni volta in cui più di due ospiti andavano ad ascoltare Chopin suonare, tutta la compagnia veniva trasferita nella bottega di Buchholtz. Dopo la morte di Buchholtz nel 1837, la fabbrica fu gestita da sua moglie e dal 1841 al 1846 da suo figlio Julian.
Solo pochi strumenti di Buchholtz sono sopravvissuti fino ad oggi. Nel 2017 l’Istituto Fryderyk Chopin ha commissionato la costruzione di una copia di un pianoforte a coda Buchholtz a Paul McNulty. Lo strumento è stato suonato nel Settembre 2018 in occasione del primo concorso Chopin su strumenti storici.

## Registrazioni
- Krzysztof Książek. Fryderyk Chopin, Karol Kurpiński. Piano Concerto No.2 f-moll (solo version), Mazurkas, Ballade; Fugue & Coda B-dur. Buchholtz (Paul McNulty)
- Tomasz Ritter. Fryderyk Chopin. Sonata in B Minor, Ballade in F minor, Polonaises, Mazurkas. Karol Kurpinski. Polonaise in D minor. Fortepiani 1842 Pleyel, 1837 Erard, Buchholtz 1825-1826 (Paul McNulty)
- Alexei Lubimov and his colleagues. Ludwig van Beethoven. Complete piano sonatas. Fortepiani Stein, Walter, Graf, Buchholtz (Paul McNulty)